# Sanshigang
Sanshigang (kinesiska: 三十岗) är en socken i östra Kina. Den ligger i stadsdistriktet Luyang i staden Hefei i provinsen Anhui, omkring 17 kilometer nordväst om provinshuvudstaden Hefei. Antalet invånare är 13176. Befolkningen består av 6 448 kvinnor och 6 728 män. Barn under 15 år utgör 13,0 %, vuxna 15-64 år 76 %, och äldre över 65 år 10,0 %. Sanshigang ligger vid sjön Dongpu Shuiku.